# Borysew
Borysew – wieś w Polsce położona w województwie łódzkim, w powiecie poddębickim, w gminie Poddębice.
W latach 1975–1998 miejscowość położona była w województwie sieradzkim.
We wsi znajduje się ogród zoologiczny "Zoo Safari Borysew".